# Josef Salbeck
Josef Salbeck (* 12. April 1956 in Verau) ist ein deutscher Chemiker (Makromolekulare Chemie, organische Elektronik).

## Leben und Wirken
Er absolvierte ab 1971 eine Ausbildung als Chemielaborant und studierte ab 1980 Chemie an der Universität Regensburg mit dem Diplom 1985 und der Promotion 1988 bei J. Daub (für die Dissertation erhielt er den Kulturpreis Ostbayern). 1992 habilitierte er sich in Regensburg mit einer Arbeit über kombinierte elektrochemisch-optische Methoden. Von 1993 bis 1995 forschte er bei der Hoechst AG über Elektrolumineszenz mit organischen Materialien. Danach war er als Heisenberg-Stipendiat am Max-Planck-Institut für Polymerforschung in Mainz. Er ist emeritierter Professor an der Universität Kassel und war bis 2015 im 2002 gegründeten Center for Interdisciplinary Nanostructure Science and Technology (CINSaT) tätig.
Er befasste sich mit organischen elektronischen Materialien zum Beispiel für Phototransistoren. Mit Hartmut Hillmer arbeitete er an einem Mikrokavitätslaser im Wellenlängenbereich des blauen Lichts mit organischen Materialien.

## Schriften (Auswahl)
- mit Benjamin Mahns, Friedrich Roth, Mandy Grobosch, Susi Lindner, Martin Knupfer, Tobat P. I. Saragi, Thomas Reichert, Torsten Hahn: Electronic properties of spiro compounds for organic electronics. In: The Journal of Chemical Physics. Band 136, Nr. 12, 28. März 2012, ISSN 0021-9606, doi:10.1063/1.3698280.
- mit Hartmut Hillmer: 8. Materialien der Optoelektronik - Grundlagen und Anwendungen. In: Festkörper. De Gruyter, 2008, ISBN 978-3-11-019815-7, S. 707–820, doi:10.1515/9783110198157.707., S. 707–820, doi:10.1515/9783110198157.707 .
- mit Tobat P. I Saragi, Robert Pudzich, Thomas Fuhrmann: Organic phototransistor based on intramolecular charge transfer in a bifunctional spiro compound. In: Applied Physics Letters. Band 84, Nr. 13, 29. März 2004, ISSN 0003-6951, S. 2334–2336, doi:10.1063/1.1690110.
- mit Thomas Fuhrmann: Organic Materials for Photonic Devices. In: MRS Bulletin. Band 28, Nr. 5, 1. Mai 2003, ISSN 1938-1425, S. 354–359, doi:10.1557/mrs2003.100.
- Electroluminescence with organic compounds. In: Berichte der Bunsengesellschaft für physikalische Chemie. Band 100, Nr. 10, 1996, ISSN 0005-9021, S. 1667–1677, doi:10.1002/bbpc.19961001002.